# Maximilian Saßerath
Maximilian Saßerath (* 16. September 1993 in Buxtehude) ist ein deutscher Triathlet. Er ist Deutscher Meister Cross-Duathlon (2016).

## Werdegang
Maximilian Saßerath fing bereits als Neunjähriger mit dem Triathlonsport an. Er wird trainiert von Benjamin Herrera.
Maximilian Saßerath studiert Physik an der Ruprecht-Karls-Universität in Heidelberg. Im August 2014 wurde er Dritter bei der Weltmeisterschaft Cross-Triathlon in der Altersklasse 20–24.

### Deutscher Meister Cross-Duathlon
Im Oktober 2016 wurde der damals 24-Jährige beim „KraichgauMan“ in Östringen Deutscher Meister Cross-Duathlon (7 km Laufen, 24 km Mountainbike und 3,5 km Laufen). Im März 2017 wurde er Deutscher Vize-Meister.
Auch seine fünf Jahre jüngere Schwester Anna Pauline Saßerath (* 1998) ist als Cross-Triathletin aktiv.

## Sportliche Erfolge
| Datum/Jahr    | Rang | Wettbewerb                                | Austragungsort | Zeit     | Bemerkung                                            |
| ------------- | ---- | ----------------------------------------- | -------------- | -------- | ---------------------------------------------------- |
| 12. März 2017 | 2    | DTU Deutsche Meisterschaft Cross-Duathlon | Trier          |          |                                                      |
| 8. Okt. 2016  | 1    | DTU Deutsche Meisterschaft Cross-Duathlon | Östringen      | 01:35:10 | Deutscher Meister Cross-Duathlon beim „KraichgauMan“ |

| Datum/Jahr    | Rang | Wettbewerb                                   | Austragungsort | Zeit     | Bemerkung                                                               |
| ------------- | ---- | -------------------------------------------- | -------------- | -------- | ----------------------------------------------------------------------- |
| 17. Aug. 2019 | 2    | DTU Deutsche Meisterschaft Cross-Triathlon   | Zittau         | 02:40:34 |                                                                         |
| 15. Apr. 2018 | 3    | Xterra Malta                                 | Malta          | 02:23:20 |                                                                         |
| 23. Juli 2016 | 3    | DTU Deutsche Meisterschaft Cross-Triathlon   | Zeulenroda     | 02:29:02 | Deutsche Meisterschaft Cross-Triathlon im Rahmen des Vogtland-Challenge |
| 23. Mai 2016  | 7    | Xterra Portugal Championships                | Golega         |          | erster Start als Profi                                                  |
| 26. Sep. 2014 | 7    | ITU Cross Triathlon World Championship U23   | Sardinien      | 02:23:02 | ITU-Weltmeisterschaft Cross-Triathlon                                   |
| 15. Aug. 2015 | 2    | DTU Deutsche Meisterschaft Cross-Triathlon   | Olbersdorf     |          | Deutsche Vize-Meister Cross-Triathlon                                   |
| 16. Aug. 2014 | 3    | ITU Cross Triathlon World Championship 20–24 | Zittau         | 02:52:21 |                                                                         |

| Datum/Jahr    | Rang | Wettbewerb    | Austragungsort | Zeit | Bemerkung |
| ------------- | ---- | ------------- | -------------- | ---- | --------- |
| 28. Juli 2019 | 1    | HeidelbergMan | Heidelberg     |      |           |